# 大東文化藝術中心

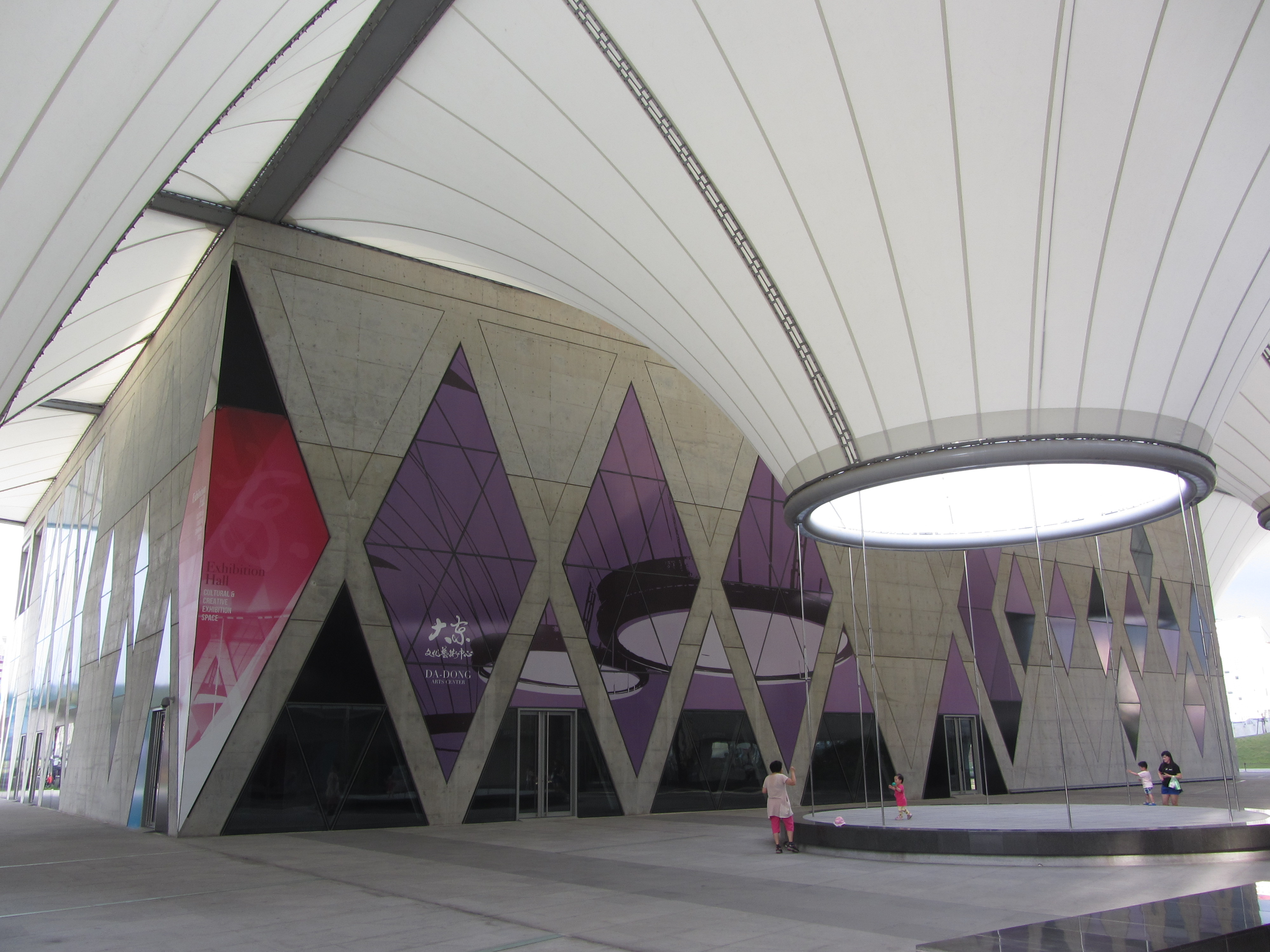
大東文化藝術中心視覺展覽館

大東文化藝術中心，位於高雄市鳳山區大東國小校地，佔地4.3公頃，大東國小轉型為精緻型迷你藝術小學。藝術中心涵蓋800席多功能演藝廳和半戶外劇場，共有演藝廳、展覽館、藝術教育中心、圖書館等四棟建築，其中圖書館是台灣首座藝術圖書館。

## 歷史
築設計經競圖，最終由張瑪龍建築師事務所、行板設計顧問公司(陳玉霖建築師事務所)、荷蘭de Architekten Cie事務所團隊獲得首獎。於2008年12月5日動土。演藝廳原訂2011年10月完工啟用，不過因應消防安檢提升，所以延至2012年3月23日以紙風車劇團的表演開幕啟用。2012年4月22日藝術圖書館啟用，2012年5月23日展覽館啟用，全區分為三階段啟用。

## 交通

### 捷運
- 高雄捷運大東站

### 公車
- 市區公車
  - 統聯客運88路(建國幹線)：鳳山轉運站-捷運鹽程埔站 (經高雄車站)
  - 港都客運高雄市公車橘8路：捷運衛武營站-過埤派出所
  - 統聯客運橘9路(假日停駛)：捷運衛武營站-林園區公所
  - 統聯客運橘10A路(假日停駛)：捷運衛武營站-鳳山轉運站
  - 統聯客運橘10B路(假日停駛)：捷運衛武營站-鳳山轉運站
  - 統聯客運橘16路：鳳山轉運站(捷運大東站)-仁武區公所
  - 統聯客運橘16路(延駛大社)：鳳山轉運站-大社區公所
  - 東南客運紅10B路(五甲幹線)：捷運前鎮高中站-捷運大東站
  - 高雄客運23路(部分班次延駛文山高中)：鳳山站-圓照寺
  - 高雄客運5路：鳳山轉運站(捷運大東站)-關帝廟
  - 高雄客運87路：鳳山轉運站-建軍站(捷運衛武營站)
  - 東南客運大樹祈福線：鳳山火車站-佛陀紀念館
- 公路客運
  - 高雄客運8005路：鳳山-溪寮
  - 義大客運8504路：義大世界-黃埔公園

### 公共自行車
- 高雄市公共自行車租賃系統：
  - 捷運大東站(1號出口)：捷運大東站1號出口西側廣場
  - 捷運大東站(2號出口)：大東一路/光遠路口南側

## 外部連結
- 大東文化藝術中心（页面存档备份，存于）
- 大東藝術圖書館（页面存档备份，存于）
- 大東文化藝術中心-線上導覽（页面存档备份，存于） 360度3D導覽
- 大東文化藝術中心的Facebook專頁
- 《大東文化藝術中心》 張瑪龍+陳玉霖建築師事務所